# Anthometra concoloraria
Anthometra concoloraria är en fjärilsart som beskrevs av Le Cerf 1853. Anthometra concoloraria ingår i släktet Anthometra och familjen mätare. Inga underarter finns listade i Catalogue of Life.